# Stepnói (Kavkázskaya, Krasnodar)
Stepnói (del ruso: Степной) es un posiólok del raión de Kavkázskaya del krai de Krasnodar, en el sur de Rusia. Está situado en las llanuras de Kubán-Priazov, 17 km al norte de Kropotkin y 133 km al nordeste de Krasnodar, la capital del krai. Tenía 1 009 habitantes en 2010.
Pertenece al municipio Lósevskoye.